# Nyctimystes multicolor
Nyctimystes multicolor – gatunek płaza bezogonowego z podrodziny Pelodryadinae w rodzinie rzekotkowatych (Hylidae).

## Występowanie
Gatunek znany jest jedynie z dwóch stanowisk położonych na zachodzie indonezyjskiej części Nowej Gwinei. Miejsce typowe położone jest na wysokości 950 metrów nad poziomem morza u nasady półwyspu Wandammen w prowincji Papua. Drugie stanowisko odkryto w Bintuni na półwyspie Ptasia Głowa (prowincja Papua Zachodnia). Dokładny zasięg występowania nie jest jeszcze ustalony.
Płaza spotykano na drzewach i krzewach (IUCN wymienia zwłaszcza rodzaj Pandanus) na wysokości od 2 do 6 metrów w pierwotnych, bogatych w mchy lasach deszczowych w pobliżu bagien. Wszystkie napotkane osobniki znajdowały się nie dalej niż 50 metrów od najbliższego zbiornika wody stojącej.

## Status
W miejscu typowym gatunek wydaje się dość liczny. Nie jest znany trend jego liczebnosci.
Zagrożenie dla gatunku może stanowić wylesianie.